# IC 363
IC 363 — галактика типу C (компактна галактика) у сузір'ї Телець.
Цей об'єкт міститься в оригінальній редакції індексного каталогу.